# Szidorfalva
Szidorfalva (ukránul: Грабово) település Ukrajnában, a Kárpátalján, a Munkácsi járásban.

## Fekvése
Munkácstól északra, Erdőpatak északi szomszédjában, Szarvasréttől és Fedelesfalvától keletre fekvő település.

## Története
1910-ben 366 lakosából 5 magyar, 153 német, 208 ruszin volt. Ebből 106 római katolikus, 213 görögkatolikus, 47 izraelita volt.
A trianoni békeszerződés előtt Bereg vármegye Latorcai járásához tartozott.